# Eucalyptus maidenii
Eucalyptus maidenii är en myrtenväxtart som beskrevs av Ferdinand von Mueller. Eucalyptus maidenii ingår i släktet Eucalyptus och familjen myrtenväxter. Inga underarter finns listade i Catalogue of Life.